# Vonj telesa
Vonj telesa (srbohrvaško Zadah tela) je jugoslovanski dramski film iz leta 1983, ki ga je režiral Živojin Pavlović in zanj napisal tudi scenarij skupaj z Slobodanom Golubovićem Lemanom. V glavnih vlogah nastopajo Dušan Janičijević, Rade Šerbedžija, Metka Franko, Ljiljana Medješi in Zijah Sokolović, glasbo je napisal Vartkes Baronijan. Zgodba prikazuje življenje železniškega delavca Boro (Janićijević), ki po spletu okoliščin ostane brez družine in poskuša v drugem mestu začeti novo življenje. Spozna žensko, toda upe na družinsko življenje mu onemogočajo hedonistični prijatelji, kar ga pripelje do nasilja.  
Film je bil premierno prikazan leta 1983 v jugoslovanskih kinematografih in je naletel na dobre ocene kritikov. Na Puljskem filmskem festivalu je osvojil glavno nagrado velika zlata arena za najboljši jugoslovanski film, ob tem pa še nagrade za najboljšo igralko (Medješi), stranskega igralca (Sokolović) in scenarij (Pavlović in Golubović Leman).

## Vloge
- Dušan Janićijević kot Bora
- Rade Šerbedžija kot Pančo
- Ivo Ban kot inženir
- Janez Vrhovec kot Lojze
- Ljiljana Međeši kot Milka
- Ljiljana Šljapić kot Lela
- Metka Franko kot Majda
- Zijah Sokolović kot Pančev brat
- Angelca Hlebce
- Stojan Stole Aranđelović kot Milkin oče
- Jonas Žnidaršič kot Marko
- Maks Bajc
- Zinaid Memišević
- Džemail Makšut
- Boško Milošević
- Janez Rohaček kot Jamnikar
- Niko Goršič